# 소안여객
소안여객은 일자 미상으로 폐업한 농어촌버스 업체였다.